# 수잔 골드버그
수잔 골드버그(Susan Goldberg)는 미국 저널리스트이자 내셔널 지오그래픽 (잡지)의 전 편집장이자 PBS에 가장 큰 프로그래밍 제공업체인 WGBH 교육 재단(WGBH Educational Foundation)의 현 회장 겸 CEO이다. 내셔널 지오그래픽에 합류하기 전에 골드버그는 블룸버그와 USA 투데이에서 근무했다. 크로스 플랫폼 스토리텔링의 옹호자이다.